# Kleinhöhenrain

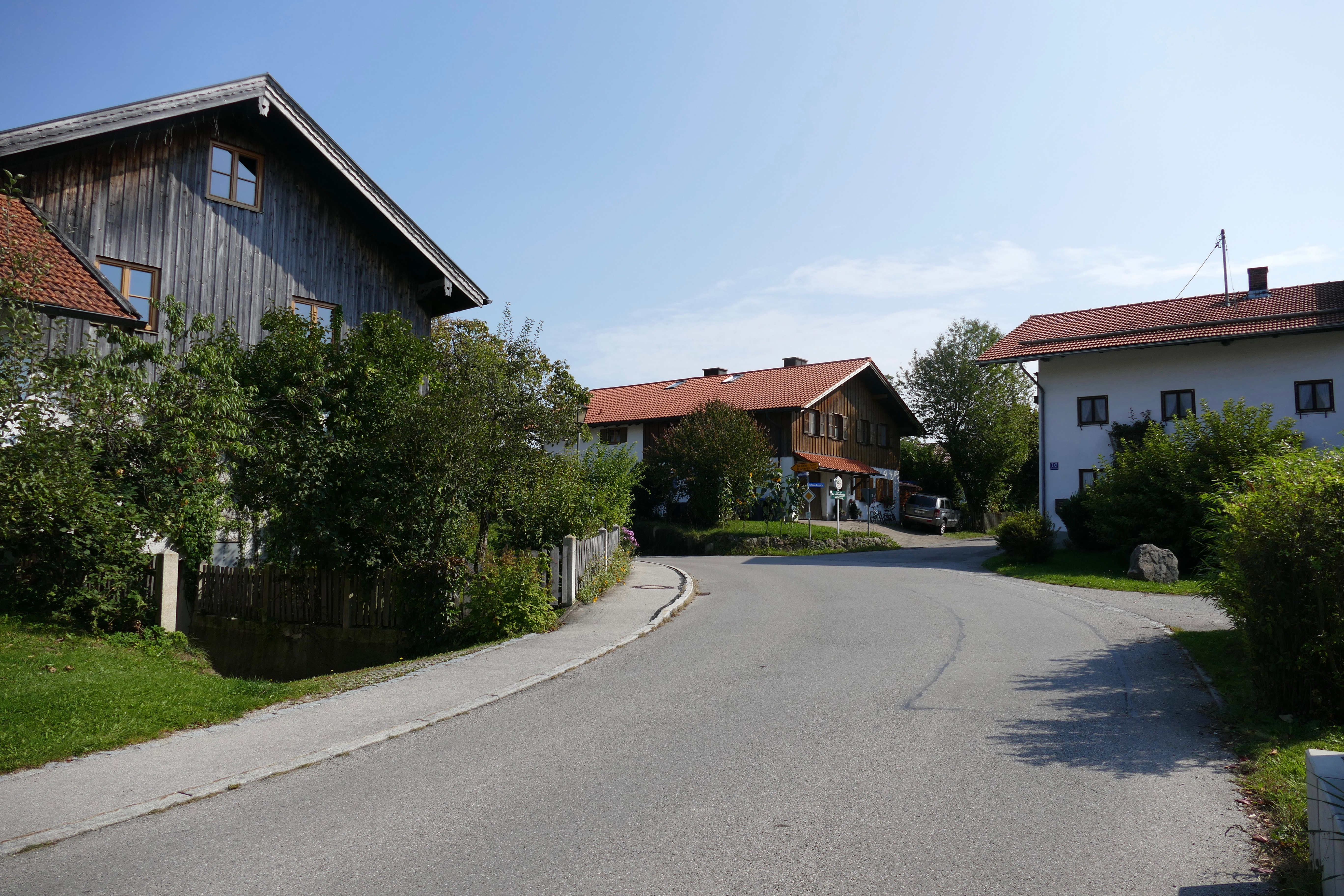
Dorfstraße – Nähe der Kirche St. Bartholomäus

Kleinhöhenrain ist ein Kirchdorf in Oberbayern und ein Gemeindeteil von Feldkirchen-Westerham im Landkreis Rosenheim. Es liegt im Osten der Gemeinde, südöstlich von Großhöhenrain, auf einer Höhe von 612 m ü. NN und hatte 250 Einwohner (Stand 31. Dezember 2004).
Kleinhöhenrain bildet zusammen mit Großhöhenrain den Gemeindeteil Höhenrain. Bis 1875 hieß die Gemeinde noch Großhöhenrain. Höhenrain war bis 1978 eine eigenständige Gemeinde, die im Zuge einer Gebietsreform in der Gemeinde Feldkirchen-Westerham aufging.
Eine Quelle südlich von Kleinhöhenrain speist den Tiefenbach, der in den Moosbach fließt, der dann in die Glonn mündet.

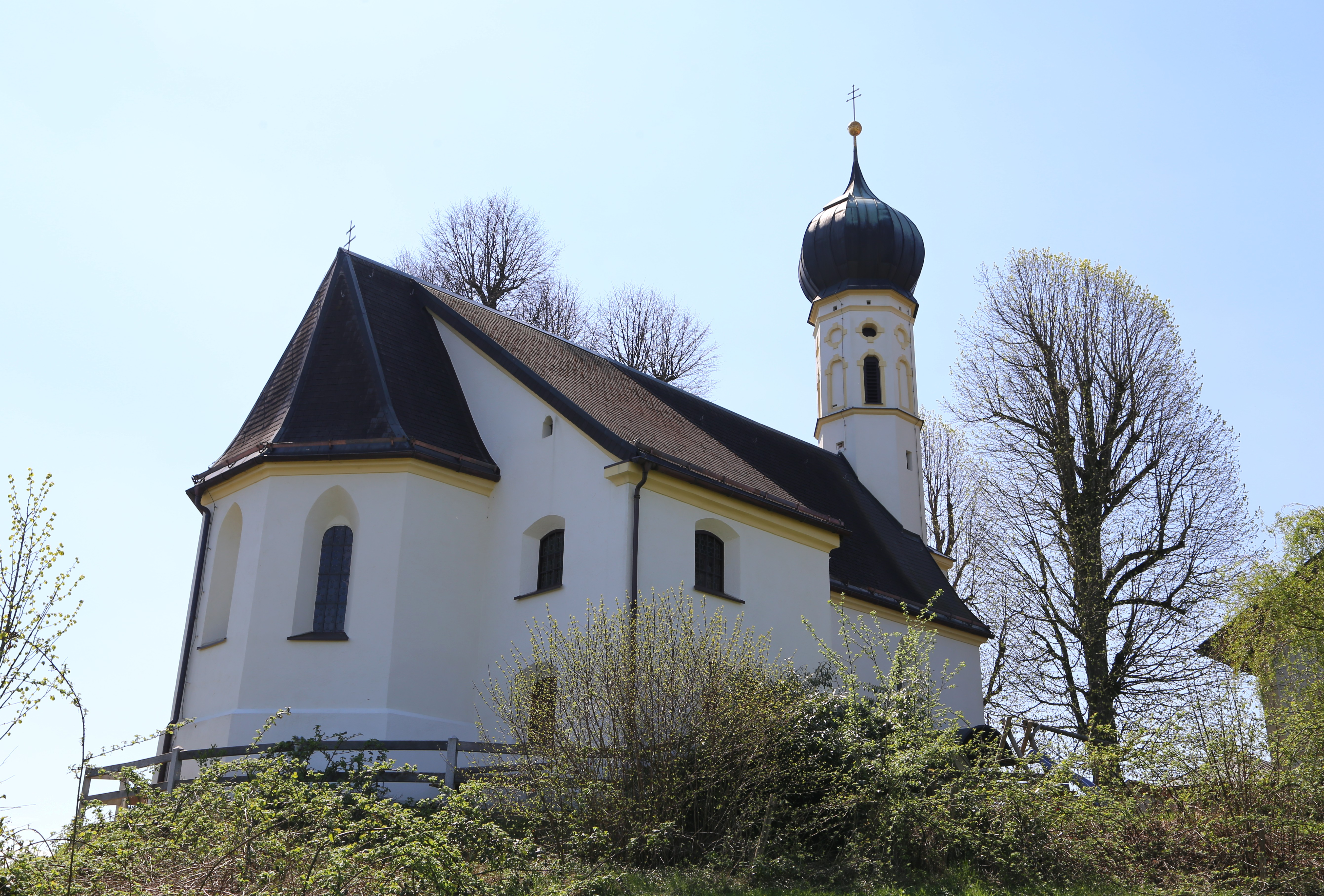
St. Bartholomäus

Die Kirche St. Bartholomäus stammt aus der Zeit um 1200 und ist heute Filialkirche der Pfarrkirche St. Michael in Großhöhenrain. Jeden Tag wird, elektronisch per Funkuhr gesteuert, zum Angelus geläutet.